# Internationaux Féminins de la Vienne 2013
L'Internationaux Féminins de la Vienne 2013 è stato un torneo di tennis facente parte della categoria ITF Women's Circuit nell'ambito dell'ITF Women's Circuit 2013. Il torneo si è giocato a Poitiers in Francia dal 21 al 27 ottobre 2013 su campi in cemento indoor e aveva un montepremi di $100,000.

## Partecipanti

### Teste di serie
| Nazionalità | Giocatrice        | Ranking* | Testa di serie |
| ----------- | ----------------- | -------- | -------------- |
| Romania     | Monica Niculescu  | 43       | 1              |
| Germania    | Annika Beck       | 57       | 2              |
| Stati Uniti | Alison Riske      | 58       | 3              |
| Rep. Ceca   | Karolína Plíšková | 66       | 4              |
| Romania     | Alexandra Cadanțu | 67       | 5              |
| Stati Uniti | Christina McHale  | 71       | 6              |
| Svezia      | Johanna Larsson   | 84       | 7              |
| Croazia     | Donna Vekić       | 86       | 8              |

- Ranking al 14 ottobre 2013.

### Altre partecipanti
Giocatrici che hanno ricevuto una wild card:
- Julie Coin
- Stéphanie Foretz Gacon
- Pauline Parmentier
- Tamira Paszek

Giocatrici che sono passate dalle qualificazioni:
- Kateryna Kozlova
- Nicole Melichar
- Aljaksandra Sasnovič
- Daniela Seguel
- Stéphanie Dubois (lucky loser)
- Teodora Mirčić (lucky loser)

Giocatrici che hanno ricevuto un entry con un protected ranking:
- Michaëlla Krajicek

## Vincitrici

### Singolare
Aljaksandra Sasnovič ha battuto in finale  Sofia Arvidsson con il punteggio di 6–1, 5–7, 6–4.

### Doppio
Lucie Hradecká /  Michaëlla Krajicek hanno battuto in finale  Christina McHale /  Monica Niculescu con il punteggio di 7–6(5), 6–2.